# Verneuil-Moustiers
Verneuil-Moustiers är en kommun i departementet Haute-Vienne i regionen Nouvelle-Aquitaine i västra Frankrike. Kommunen ligger i kantonen Le Dorat som tillhör arrondissementet Bellac. År 2022 hade Verneuil-Moustiers 122 invånare.

## Befolkningsutveckling
Antalet invånare i kommunen Verneuil-Moustiers
| Referens: INSEE |